# Фонология маори
Фонология языка маори типична для его языковой группы. Фонетический инвентарь маори — один из беднейших в мире. В маори сохраняется праполинезийская структура слога (C)V(V(V)); закрытых слогов не бывает.

## Фонемы и звуки
Система звуков языка маори консервативна и близка к працентрально-восточно-полинезийской. Большинство диалектов имеют 10 согласных и 5 гласных фонем. Самые неустойчивые фонемы языка — /f/ и /ŋ/.
Вопреки распространённому утверждению о простоте и однозначности фонетической системы маори, реализация фонем сильно варьирует в зависимости от возраста носителя, стиля речи, а также других факторов.
Самые частые фонемы — /a/ (18 %), /i/ (11,3 %), /t/ (9,8 %). Гласные в среднем тексте составляют чуть более 60 % фонем. Крайне редки сочетания /fo/, /fu/ и /wo/, /wu/ — они встречаются только в заимствованиях. Первое объясняется слиянием сочетаний вида «*f + огублённый гласный» с *s → /h/; второе — отсутствием таких сочетаний в реконструкциях праполинезийского языка.

### Согласные
Среди необычных для мировых языков особенностей можно отметить отсутствие сибилянтов, самой часто встречающейся разновидности фрикативов, и звука [j], самого частого полугласного.
|             | Губные | Зубные/альвеолярные | Велярные | Глоттальные |
| ----------- | ------ | ------------------- | -------- | ----------- |
| Взрывные    | /p/    | /t/                 | /k/      |             |
| Носовые     | /m/    | /n/                 | /ŋ/      |             |
| Фрикативные | /f/    |                     |          | /h/         |
| Плавные     |        | /r/                 |          |             |
| Полугласные | /w/    |                     |          |             |

Глухие согласные, /h/ и фрикативные аллофоны фонем /t/, /k/, спорадически озвончаются в быстрой речи; в этих условиях зафиксировано также оглушение сонорных.
В заимствованиях /h/ влияет на соседние гласные, вызывая повышение подъёма.
/t/ и /k/ могут реализовываться как с палатализацией, так и веляризацией; /t/ перед /i/ и /u/ становится аффрикатой [t͡ʃ], особенно если слог с ними последний во фразе. С конца XIX века всё чаще встречается артикуляция /t/ и /k/ с придыханием. Артикль te в безударном положении может произноситься как [ðə]. В безударных позициях встречается озвончение /k/ → /ɣ/.
Место артикуляции /h/ испытывает влияние следующего гласного: hī «рыба» произносится как [çiː], а при произнесении слова hoa «друг» /h/ лабиализуется.
Большинство носителей маори произносят /f/ как [f], однако исторически преобладал вариант [ɸ]; встречались также [ʍ] и [h] (см. #Историческая фонетика).
/r/ чаще всего реализуется как [ɾ], в отдельных случаях встречается артикуляция [ɹ] (kōrero «речь») и [l] (согласно данным XIX века, это было характерно для диалектов Южного острова, однако встречается повсеместно).

### Гласные
|         | Передние  | Средние   | Задние    |
| ------- | --------- | --------- | --------- |
| Верхние | /i/, /iː/ |           | /u/, /uː/ |
| Средние | /e/, /eː/ |           | /o/, /oː/ |
| Нижние  | /a/, /aː/ | /a/, /aː/ | /a/, /aː/ |

Ввиду малого числа гласных звуков при их реализации встречаются значительные отличия.
Оканчивающие фразу гласные (особенно краткие, а в быстрой речи — и долгие) могут редуцироваться.
Аналогично новозеландскому английскому, в маори /u/ и /uː/ ближе к гласным среднего ряда, то есть [ʉ].
Монофтонги в маори имеют смыслоразличительную оппозицию по долготе:
- kēkē «подмышка» ~ keke «пирог»;
- kākā «нестор-кака» ~ kaka «стебель»;
- kōkō «туи» ~ koko «лопата»;
- kīkī «говорить» ~ kiki «пинать, бить»;
- kūkū «голубь» ~ kuku «страх».

Долгие гласные произносятся примерно вдвое дольше, чем краткие.
Некоторые лингвисты рассматривают долгие фонемы как варианты кратких, другие же считают их отдельно. Аргументом в пользу второго подхода является качественное отличие — долгие фонемы сильнее централизованы:
- /a/ реализуется как [ɐ];
- /aː/ реализуется как [ɑː].

Помимо монофтонгов, в маори имеется множество дифтонгов. Хотя в словах встречаются любые сочетания гласных, выделение дифтонгов вызывает у исследователей споры. На основании анализа спектрограмм выделяют /aĭ/, /aĕ/, /aŏ/, /aŭ/, /oŭ/.

## Фонотактика
При описании фонотактики в маори используется понятие мора, под которым понимается сочетание краткого гласного звука и расположенного перед ним согласного (при его наличии); долгие гласные и дифтонги при таком подсчёте содержат две моры. Моры позволяют более точно определить границы редупликации, алломорфы некоторых частиц, а также поэтический размер стихотворных произведений.
- kaumātua «старец, старица»[4]:
  - четыре слога — /kau.maa.tu.a/;
  - шесть мор — /ka.u.ma.a.tu.a/.

К примеру, при редупликации слов ako «учить» получается ákoako «советовать(ся)» с ударением на первом слоге, однако при редупликации слова oho «просыпаться» у слова ohooho «быть пробуждённым/пробуждённой» ударение часто падает на второй слог: /oa/ в первом примере представляет собой последовательность кратких гласных в отличие от /oo/, формирующих единую вершину слога.

## Ударение
Все полинезийские языки, кроме маори, имеют ударение на предпоследней море слова. В маори ударение подчиняется сложным и до конца не выясненным законам. Один из вариантов правила для выяснения ударного слога приписывает слогам веса́ (первый слог с наивысшим весом получает ударение):
- слоги с долгими или удвоенными гласными;
- слоги с дифтонгами;
- слоги с краткими гласными.

Кроме того, фразовое ударение в нефинитных фразах падает на вторую с конца мору:
- Ko te rangatíra, o tēnei márae «вождь этого мараэ»;
- Ko te maráe, o tēnei rángatira «мараэ этого вождя».

Правило применимо и к словам, образованным продуктивными суффиксами пассивного залога и субстантивации:
- káranga «зов» → karánga-tia «быть позванным/позванной»;
- rángatira «вождь» → rangatíra-tanga «статус вождя».

При редупликации первый слог повторяемой последовательности получает более сильное ударение, а первый слог повтора — побочное ударение:
- āníwanìwa «радуга».

Первый слог приставки whaka- «заставить произойти, вызвать» никогда не бывает ударным, однако если первый слог слова, к которому она прибавляется, состоит из гласного звука, то образуется долгий гласный или дифтонг, который перетягивает на себя ударение: whakapúta «заставить появиться; публиковать», но whakā́ko «учить».
Заимствования из английского языка не подчиняются правилам, определяющим место ударения в исконных словах. Помимо этого, имеются и диалектные отличия в ударении.

## Историческая фонетика
Праокеанийский язык предположительно имел 23 согласных звука, которые в праполинезийском превратились в 13 (исчезло противопоставление глухих и звонких взрывных), из пяти носовых согласных осталось два, и ещё два согласных пропали совсем, зато появилось различение гласных по долготе. Все пять праокеанийских гласных в маори сохранились. С точки зрения фонотактики в праполинезийском произошло несколько упрощений: исчезли стечения согласных внутри слов, позднее пропали конечные согласные (однако их рефлексы, тем не менее, остались: пассивный залог слова inu «пить» — inumia, от *inum + ia). Праполинезийские *ʔ и *h в маори исчезли, а *l и *r слились в /r/ (исчезновение /h/ и смешение /l/ и /t/ — обычные для ядерно-полинезийских языков инновации, а исчезновение /ʔ/ — характерная особенность працентрально-восточно-полинезийских).
| Праполинезийский | p | t | k | m | n | ŋ | w | f       | l | r | s | ʔ | h |
| Маори            | p | t | k | m | n | ŋ | w | f, h, w | r | r | h | — | — |

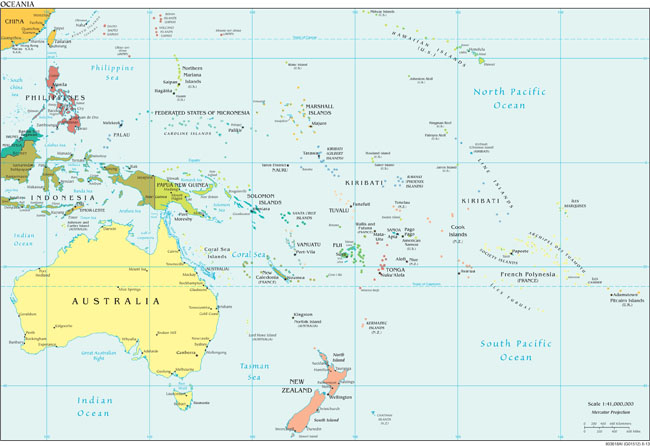
Карта Океании

Примечание: /w/ — очень редкий рефлекс *f, появляющийся при превращении *faf в маори в /wah/; всего известно пять слов, затронутых таким изменением. В общем праполинезийский *f переходит в /h/ перед огублёнными гласными и в середине слов, в остальных случаях превращаясь в /f/. Исключения, вероятно, отражают постепенность слияния *f и *s. Кроме того, существует и диалектная вариативность /f/ ~ /h/: *fea → /fea/ (западные диалекты Северного острова) и /hea/ (восточные диалекты).
Сокращение фонетического инвентаря привело к образованию множества омофонов (к примеру, слово tau в значении «подходящий» происходит от праполинезийского *tau, а в значении «сезон, год» — от праполинезийского *taʔu) и появлению большого количества долгих гласных (праполинезийское *kehe → kē). По одной из теорий, постепенное сокращение фонетического инвентаря связано с изолированностью полинезийских обществ друг от друга (ввиду чего невозможны заимствования звуков) и небольшой численностью населения, позволяющей сохранять общий контекст при высокой омофонии.
Хотя пять праокеанийских гласных сохранились в маори, они также претерпевали регулярные изменения:
- праполинезийский *u → /o/ во втором слоге (ядерно-полинезийская инновация);
- начальный *a → /o/ (таитийская инновация);
- иногда *a → /o/ (нерегулярно происходит во многих полинезийских).

Среди примеров своеобразных нерегулярных изменений в маори — переход от праполинезийского *lima «рука» к маори /riŋa/, при том, что связанное с ним слово *lima «пять» перешло в маори в виде /rima/; другой — переход от правосточно-полинезийского *aanuanua «радуга» к ānuanua в таитянском, тогда как в маори данное слово превратилось в āniwaniwa.
В маори имеется множество дублетов наподобие /raŋo/ = /ŋaro/ (от праполинезийского *laŋo) и /pouaru/ (Северный остров) = /poueru/ (Южный остров). Значительное их число обусловлено метатезой (взаимозамена гласных или в соседних слогах, целых соседних слогов, а также экзотическая её разновидность, при которой меняется качество звуков: tenga ~ kenakena «кадык», меняется место артикуляции согласных; inohi ~ unahi «чешуя», меняется огублённость, но не подъём гласных). У некоторых морфем также имеются варианты: например, приставка /ŋaːti/ превращается в /ŋaːi/, если последующее слово начинается с /t/ (/ŋaːti porou/, но /ŋaːi tahu/), аналогично ведёт себя приставка /motu/ (остров): /moutohoraː/, «китовый остров».
За время контакта с европейцами в маори произошло несколько изменений — скорее всего, под влиянием новозеландской английской фонетики: wh из /ɸ/ превратилось в /f/, взрывные согласные /p/, /t/, /k/ стали произноситься с придыханием, а также произошло слияние /əʊ/ и /oʊ/. В 1947 году было сделано несколько записей маори и новозеландских европейцев всех возрастов, причём самые старые информанты были рождены в 1860-х годах, благодаря чему можно уверенно утверждать о наличии фонетических изменений. В частности, произношение wh у информантов, рождённых в XIX веке, распределилось следующим образом:
ɸ — 50 %;
ʍ — 18 %;
f — 13 %;
h — 20 %.
Количество придыхательных /p/, /t/, /k/ увеличивалось постепенно, что также подтверждается серией записей разновозрастных носителей:
запись 1947 года, информант 1885 года рождения: аспирировано 6 %;
запись 2001 года, информант 1934 года рождения: аспирировано 49 %;
запись 2001 года, информант 1972 года рождения: аспирировано 88 %.

## Орфография
|            | Согласные | Согласные | Согласные | Согласные | Согласные | Согласные | Согласные | Согласные | Согласные | Согласные | Краткие гласные | Краткие гласные | Краткие гласные | Краткие гласные | Краткие гласные | Долгие гласные | Долгие гласные | Долгие гласные | Долгие гласные | Долгие гласные |
| ---------- | --------- | --------- | --------- | --------- | --------- | --------- | --------- | --------- | --------- | --------- | --------------- | --------------- | --------------- | --------------- | --------------- | -------------- | -------------- | -------------- | -------------- | -------------- |
| Фонема     | p         | t         | k         | m         | n         | ŋ         | w         | f         | r         | h         | a               | e               | i               | o               | u               | aː             | eː             | iː             | oː             | uː             |
| Орфография | p         | t         | k         | m         | n         | ng        | w         | wh        | r         | h         | a               | e               | i               | o               | u               | ā              | ē              | ī              | ō              | ū              |

## Комментарии
1. 1 2  Звуки /w/ и /u/ похожи артикуляционно, однако контрастируют в таких словах как taua «ты и я» и tawa «Beilschmiedia tawa».
2. ↑  Реализация wh как /h/ возникала перед /a/, обычно — в безударной приставке whaka-.